# Acilacris furcatus
Espèce
Statut de conservation UICN

CRB1ab(iii)+2ab(iii) : 
En danger critique
Acilacris furcatus est une espèce de sauterelles de la famille des Tettigoniidae.

## Répartition
Cette espèce de sauterelles est endémique d'Afrique du Sud.

## Systématique
Le nom valide complet (avec auteur) de ce taxon est Acilacris furcatus Naskrecki (d), 1996,.

### Publication originale
- (en) Piotr Naskrecki, « Systematics of the southern African Meconematinae (Orthoptera : Tettigoniidae) », Journal of African Zoology, vol. 110, no 3,‎ janvier 1996, p. 159-193 (lire en ligne, consulté le 6 octobre 2024).